# Leo Kopf
Leo Kopf, także Leo Kopp, Leib Kopp (ur. 17 maja 1888 w Targowicy, zm. 1 marca 1953 w Nowym Jorku) – dyrygent, kompozytor, doktor muzykologii.

## Życiorys
Był synem miejskiego kantora w Krzemieńcu, który w okresie dziecięcym go edukował. Był także meszorerem (pomocnikiem kantora) w jego chórze. W wieku 15 lat wyjechał z rodzinnego miasta do Lwowa gdzie piastował w małej synagodze funkcję kantora przez kilka lat. Później podjął studia w Konserwatorium Juliusa Sterna w Berlinie, gdzie uczył się pod kierunkiem Friedricha Gernsheima, Paula Juona, Hugo Leichtentritta i Feliksa Maldena, a następnie w Królewskiej Akademii Muzycznej. W 1908–1911 był dyrygentem chórów Żydowskiego Towarzystwa Muzyczno-Literackiego „Hazomir” w Będzinie, Piotrkowie i Tomaszowie Mazowieckim, a w okresie od 1911 do 1914 był dyrygentem chórów Żydowskiego Towarzystwa Muzycznego i Literackiego „Hazomir” w Łodzi, pracował jako dyrygent w Teatrze Wielkim Icchaka Zandberga oraz należał do zarządu Stowarzyszenia Wzajemnej Pomocy Muzyków Orkiestrowych w Łodzi.
Po przeprowadzce do Niemiec w 1914 pracował jako dyrygent chórów synagogalnych. W 1917 zadebiutował jako dyrygent w Berlinie, przy wykonaniu oratorium Eliasz Felixa Mendelssohna-Bartholdy’ego. Pracował jako dyrygent Filharmonii Berlińskiej. OD 1921 był dyrygentem berlińskiej Gminy Żydowskiej. W 1939 w związku z narastającym antysemityzmem w Niemczech, zamieszkał w Londynie, gdzie założył towarzystwo chóralne i orkiestrę smyczkową. W 1947 zamieszkał w Stanach Zjednoczonych, gdzie krótko po przybyciu do Nowego Jorku objął dyrygenturę Chóru Filharmonii Żydowskiej, którą piastował aż do śmierci.
Leo Kopf był również kompozytorem – w jego repertuarze znajdują się utwory na orkiestrę, pieśni, utwory chóralne oraz kantaty. W okresie pobytu w Berlinie publikował artykuły i recenzje wydarzeń muzycznych. Ponadto zredagował: „Blau-Weiß-Liederbuch” – śpiewnik stowarzyszenia młodzieży żydowskiej Blau-Weiß.
Około 1946 został sportretowany na obrazie Gertrud Sax-Bernhard.

### Życie prywatne
Ojcem Leo Kopfa był Matus Isak Kop, matką Lobbja Kop, a żoną była Hanna z domu Levy (1890–1965), z którą miał córkę Ruth Kopf (ur. ok. 1921).
Został pochowany na cmentarzu Montefiore Cemetery w Nowym Jorku.